# صولجان واس

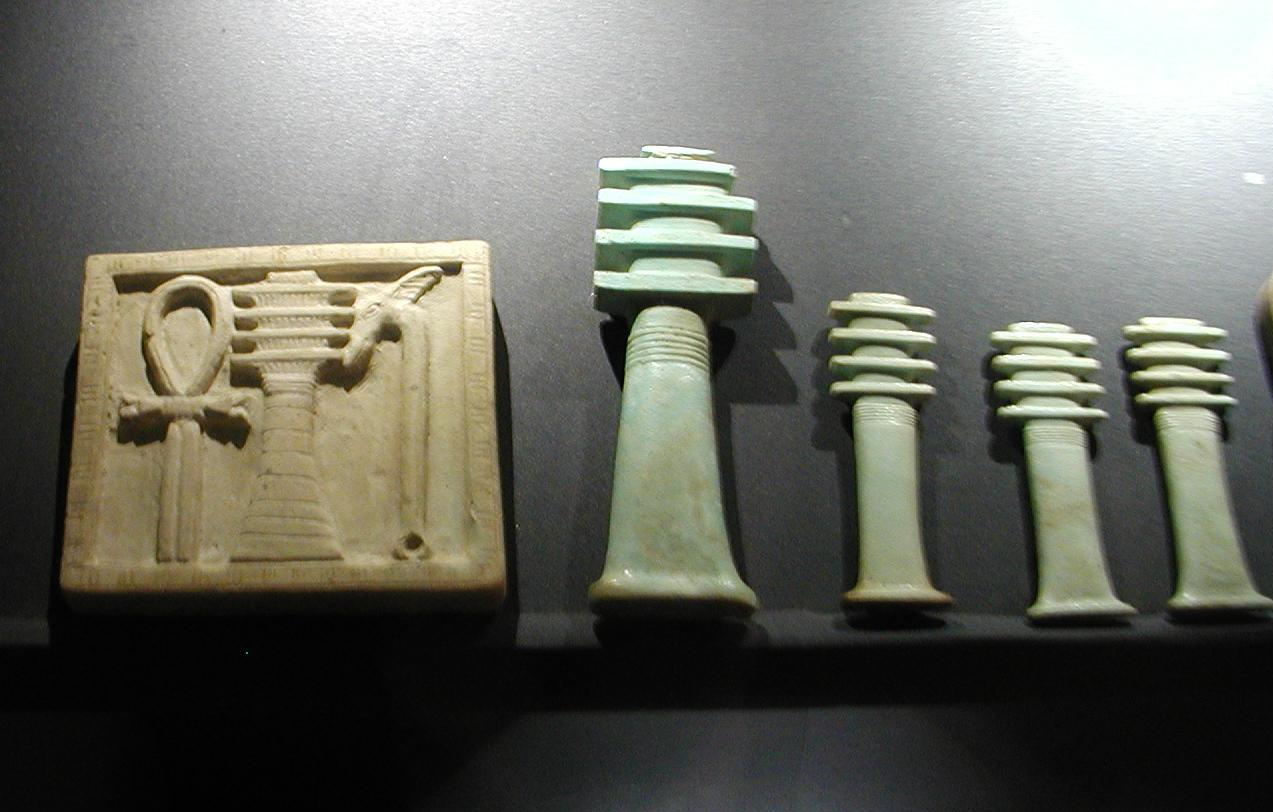
صولجان واس بجانب عمود جد وعنخ رمز الحياة. (متحف اللوفر)

صولجان واس (بالإنجليزية: Was sceptre ) هو صولجان مصري قديم من عهد قدماء المصريين في شكل عصى طويلة، يشكل طرفها العلوي على هيئة رأس حيوان وطرفها السفلي ذو سنين مثل الشوكة. وقد تكون العصى موجية أو مستقيمة.
ترى في نقوشات قدماء المصريين يمسكها ملك أو إله علامة على القوة والسيطرة، وهي أيضا علامة الحظ السعيد. يقدم في العادة صولجان الواس من الإله إلى فرعون. كما توجد نقوش كثيرة تبينه خلف اسم الملك المكتوب.

## الاسم بالهيروغليفية

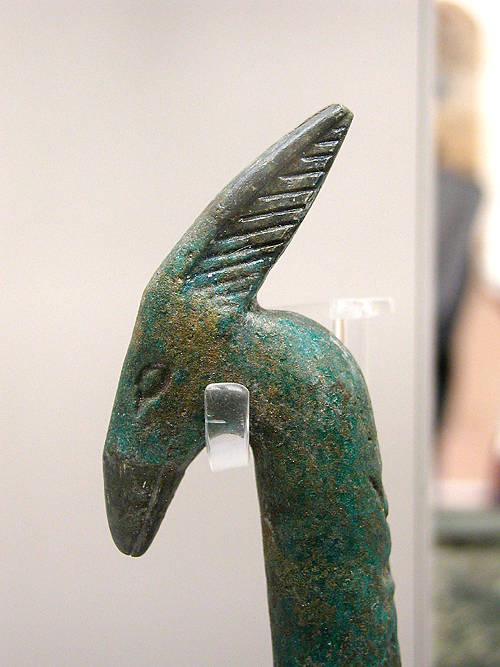
رأس صولجان الواس.

تكتب كلمة صولجان الواس من رمز واحد كالأتي:
| S40 |

wȝs, ḏˁm
ومعناه «السيادة والحظ»
أو صولجان واس ومشبوك به ريشة:
| R19 |

wȝst
فتعني في هذا الحالة مدينة «طيبة»، أو بالمصري القديم «واست».

## تاريخ

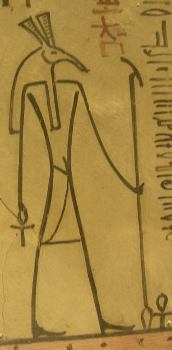
صولجان واس يحمله الإله ست ، من مقبرة تحتمس الثالث.

ظهر هذا الرمز أول مرة في أثار الحقبة الأولى من تاريخ مصر، حيث كان يصور كمسند للسماء أو يمسكه إله. وتختلف تفسيراته من بين كونه «عصى الراعي» أو عصى للأمساك بالأفعى.
ثم استخدم بعد ذلك كرمز للمقاطعتين المصريتين 4 و 19، فقد كانت مصر مقسمة إلى 42 مقاطعة، يسمى كل منها «سبات». واستخدم رمز صولجان الواس وعليه ريشة كرمز لمدينة «واست» وهي المعروفة ب «طيبة» التي كانت عاصمة للبلاد، وترمز الريشة إلى الإلهة ماعت، بذك خلعت على تلك المدينة صفة مقدسة.
وجد من الصولجان في كثير من المقابر وكان يستخدم في المعابد، وكتمائم.
كان من يحمل صولجان الواس إما ملكا أو إله أو كاهن. وتوجد نقوش ورسومات كثيرة لهم. وغالبا ما كان يظهر في صحبة رموز مثل عنخ الحياة ورمز عامود جد رمز الدوام. وجد منه ومن بقاياه أجزاء مصنوعة من الفاينس أو من الخشب حيث يحلى رأسه برأس «ست» وذيله. ويعود أول ظهوره إلى عهد الأسرة الأولى.
كما يحمل رمز «واس» معنى كلمة «القوة».
| wAs |

| wAs |

## المراجع

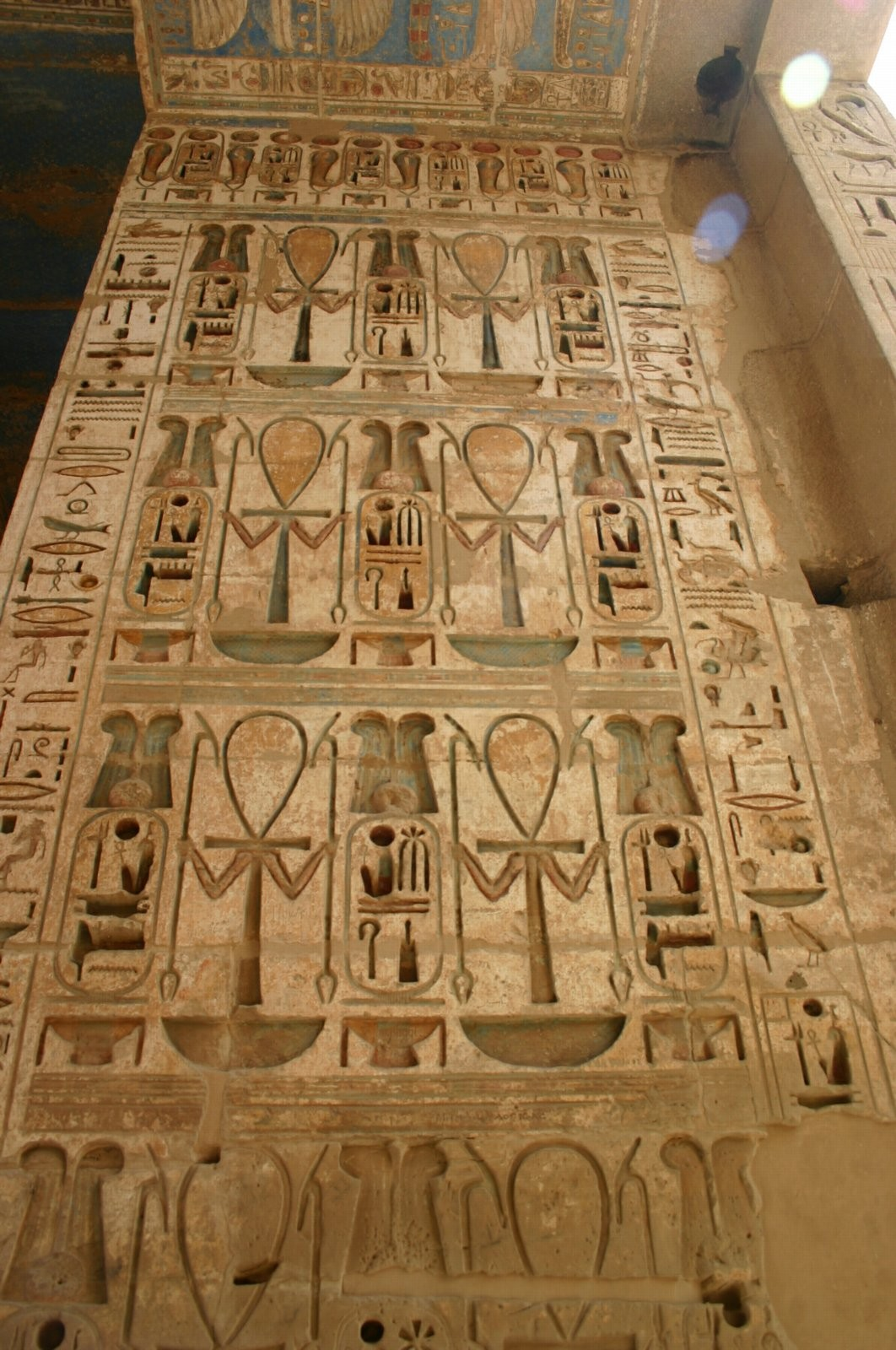
رمز الصولجان في معبد مدينة حابو.

## اقرأ أيضا
- مقبرة سن-نيجم
- مقبرة تحتمس الثالث
- وادي الملوك
- دير المدينة
- خادم في مكان الحقيقة
- أوشبتي
- فاينس
- جعران فرعوني
- عمود جد